# 磐梨郡
- 令制国一覧 > 山陽道 > 備前国 > 磐梨郡
- 日本 > 中国地方 > 岡山県 > 磐梨郡

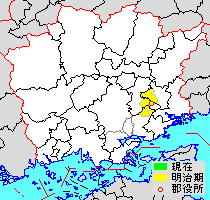
岡山県磐梨郡の位置

磐梨郡（いわなしぐん）は、1900年まで岡山県（備前国）にあった郡。

## 郡域
1878年（明治11年）に行政区画として発足した当時の郡域は、下記の区域にあたる。
- 岡山市
  - 東区の一部（瀬戸町菊山・瀬戸町宿奥・瀬戸町観音寺・瀬戸町笹岡・瀬戸町弓削を除く瀬戸町各町）
- 赤磐市の一部（吉井川以西かつ酌田、石蓮寺、野間、桜が丘東以東）
- 和気郡和気町の一部（吉井川以西）

## 歴史
かつては石生郡、岩生郡、磐生郡などとも表記され、読み方も「いわなす」「いわぶ」など様々で統一されていなかったが、明治初期の郡区町村編制法施行時に「磐梨」と書き「いわなし」と読むように統一された。
郡域は、古くは赤坂郡の一部だった。続日本紀の記載では、721年（養老5年）に赤坂郡東部（吉井川西岸一帯）、邑久郡北部をそれぞれ割譲し、両地域を藤原郡とし、藤原郡が東野郡（藤野郡）と改称、788年（延暦7年）に吉井川以西を磐梨郡、以東を和気郡として分割した。
磐梨郡南部、赤坂郡南部、上道郡東部、邑久郡西部は、それぞれの郡境が近く、郡境を越えて備前国の中心地であったとされ、一時国府が在ったともいわれている（他に上道郡西部や御野郡などの説がある）。和気郡同様、古くから豪族和気氏の勢力下にある地域であった。
和名抄には和気郷、石生郷、珂磨郷、肩背郷、礒名郷、物部郷、物理郷の7郷が記載されている。なお、物理郷は書物によっては上道郡として記載されているものもある。また、和気郷は、和気郡ではなく本郡に所属している。郡衙の位置は不明である。

### 近世以降の沿革
- 明治初年時点では全域が備前岡山藩領であった。「旧高旧領取調帳」に記載されている明治初年時点での村は以下の通り。（64村）

沖村、下村、瀬戸村、光明谷村、森末村、坂根村、江尻村、肩脊村、大内村、寺地村、南方村、宗堂村、塩納村、鍛冶屋村、大井村、多田原村、梅保木村、二日市村、徳富村、小瀬木村、釣井村、河田原村、吉原村、松木村、円光寺村、本村、原村、元恩寺村、田原下村、田原上村、沢原村、可真下村、可真上村、弥上村、野間村、稗田村、石蓮寺村、佐古村、殿谷村、父井村、小原村、市場村、寺山村、米沢村、津瀬村、稲蒔村、来光寺村、塩木村、石村、八島田村、暮田村、矢田部村、宇屋村、土生村、壁村、三宅村、大方村、田中村、田尻村、加賀知田村、西谷村、東谷村、酌田村、岡村
- 明治4年7月14日（1871年8月29日） - 廃藩置県により岡山県の管轄となる。
- 明治8年（1875年） - 以下の村の統合が行われる。（53村）
  - 万富村 ← 多田原村、梅保木村
  - 父井原村 ← 父井村、小原村
  - 佐伯村 ← 市場村、寺山村
  - 光木村 ← 来光寺村、塩木村
  - 宇生村 ← 宇屋村、土生村
  - 加三方村 ← 壁村、三宅村、大方村
  - 小坂村 ← 田中村、西谷村、東谷村
  - 田賀村 ← 田尻村、加賀知田村
  - 元恩寺村が原村に合併。
- 明治11年（1878年）9月29日 - 郡区町村編制法の岡山県での施行により、行政区画としての磐梨郡が発足。郡役所が吉原村に設置。

### 町村制以降の沿革
- 明治22年（1889年）6月1日 - 町村制の施行により、以下の各村が発足。（11村）
  - 佐伯北村 ← 稲蒔村、光木村、石村、八島田村、暮田村（現・赤磐市）
  - 佐伯本村 ← 父井原村、佐伯村、米沢村、津瀬村（現・和気郡和気町）
  - 佐伯上村 ← 田賀村、宇生村、矢田部村、加三方村、小坂村（現・和気郡和気町）
  - 石生村 ← 田原上村、田原下村、原村、本村（現・和気郡和気町）
  - 豊田村 ← 円光寺村、吉原村、河田原村、釣井村、徳富村、小瀬木村、松木村（現・赤磐市）
  - 小野田村 ← 沢原村、殿谷村、岡村、佐古村、酌田村（現・赤磐市）
  - 可真村 ← 可真下村、可真上村、弥上村、野間村、稗田村、石蓮寺村（現・赤磐市）
  - 太田村 ← 二日市村、万富村、大井村、鍛冶屋村（現・岡山市）
  - 吉岡村 ← 宗堂村、塩納村、坂根村、南方村（現・岡山市）
  - 物理村 ← 森末村、寺地村、光明谷村、瀬戸村、下村、沖村（現・岡山市）
  - 潟瀬村 ← 江尻村、肩脊村、大内村（現・岡山市）
- 明治33年（1900年）4月1日 - 郡制の施行により、赤坂郡・磐梨郡の区域をもって赤磐郡が発足。同日磐梨郡廃止。

## 行政
歴代郡長
| 代 | 氏名 | 就任年月日                | 退任年月日                | 備考                           |
| -- | ---- | ------------------------- | ------------------------- | ------------------------------ |
| 1  |      | 明治11年（1878年）9月29日 |                           |                                |
|    |      |                           | 明治33年（1900年）3月31日 | 赤坂郡との合併により磐梨郡廃止 |